# Bernhard Würschmitt

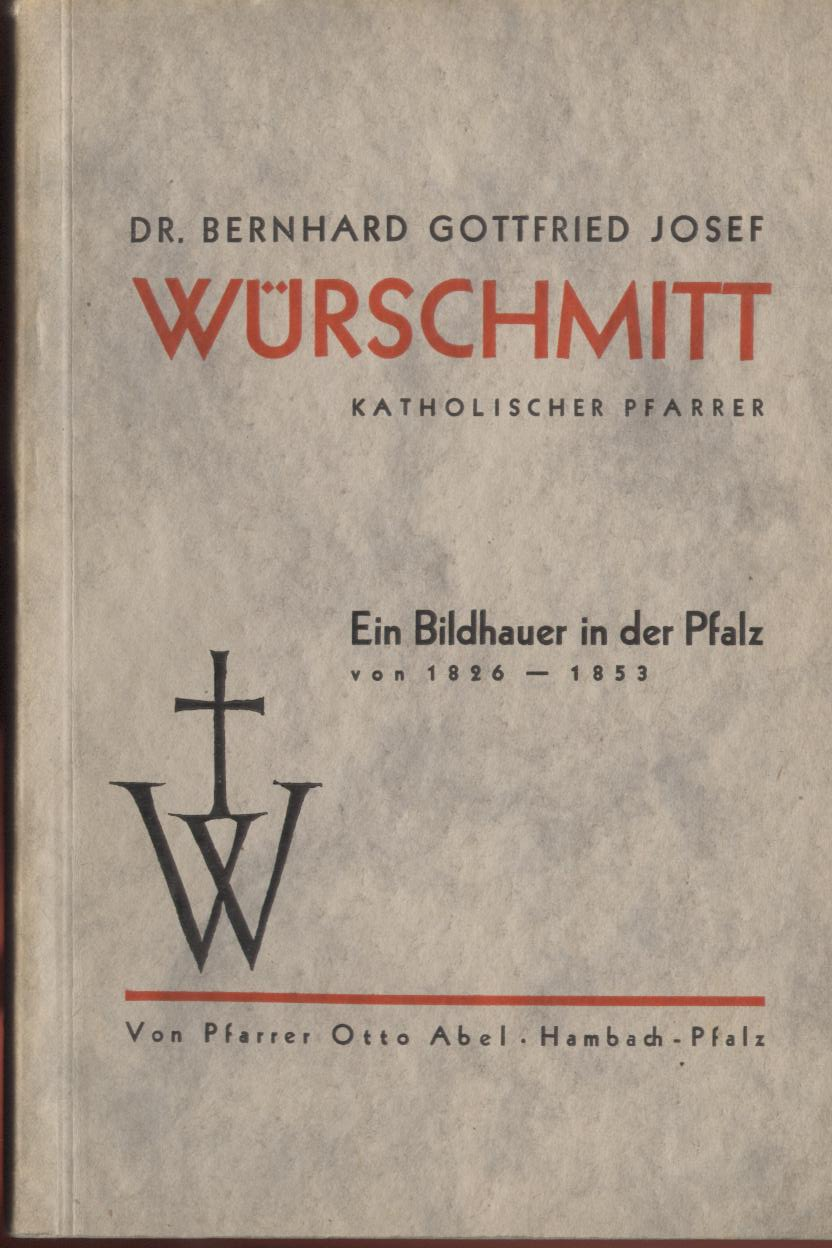
Buchcover der Biographie mit dem Künstlermonogramm Würschmitts.

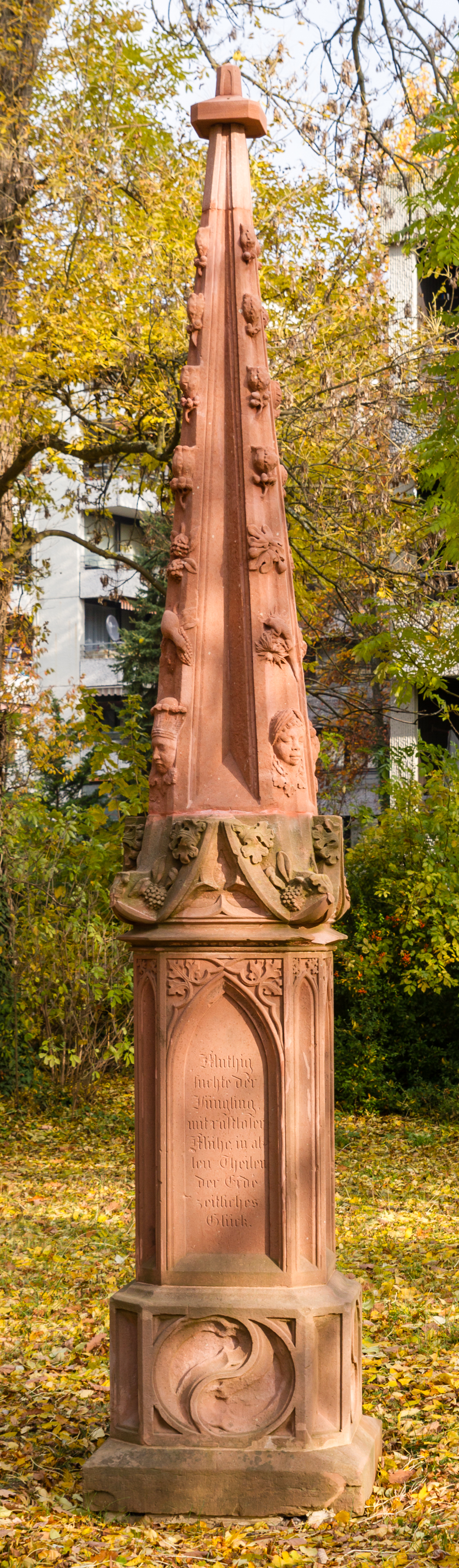
Würschmitt-Pyramide, Alter Friedhof Bad Bergzabern

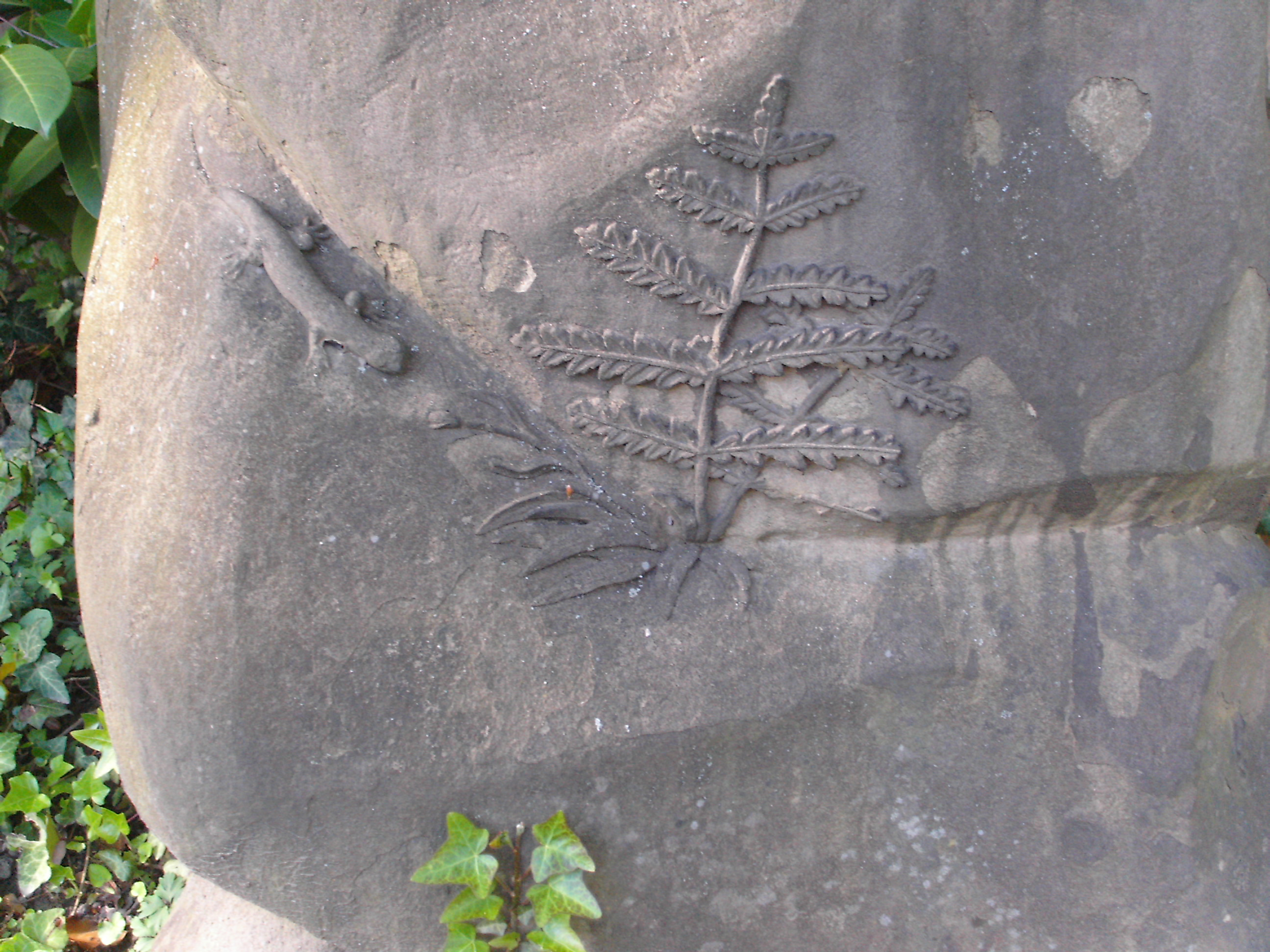
Eidechse und Farn auf dem Grabstein für seinen Bruder, Domkapitular Bruno Würschmitt, Mitbegründer der Pfälzer Pollichia, Domkapitelsfriedhof Speyer

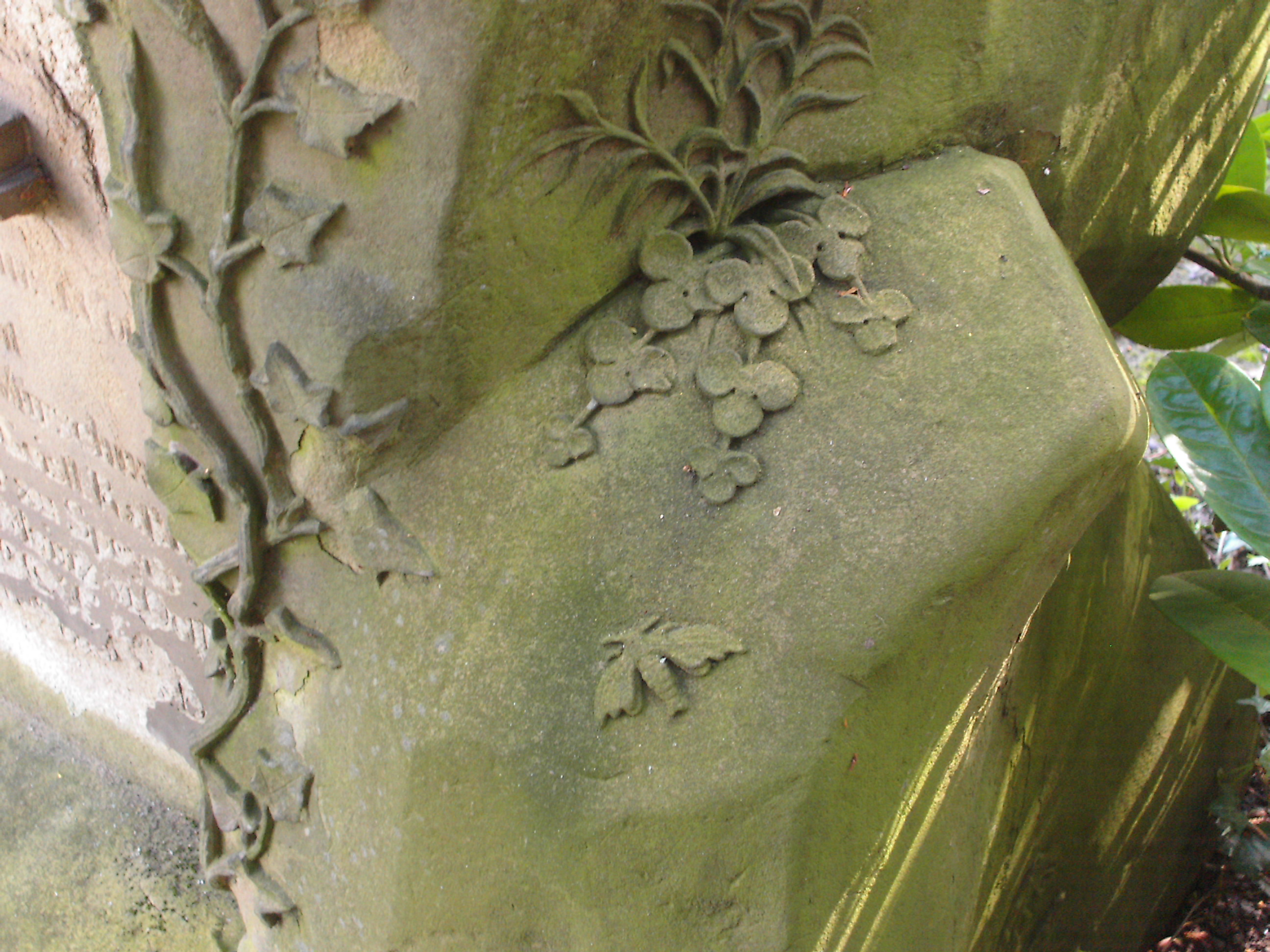
Pflanze und Insekt vom gleichen Grabstein

 Bernhard Würschmitt (eigentlich Bernhard Gottfried Josef Würschmitt, * 21. November 1788 in Mainz; † 18. Juni 1853 in Bergzabern) war ein katholischer Priester und Bildhauer.

## Leben
Bernhard Würschmitt war eines von 16 Kindern des Kurfürstlich Mainzischen Hofgerichts- und Regierungsrats Ivo Franz-Xaver Würschmitt und seiner Ehefrau Susanna Theresia geb. Fritz.
Bei der französischen Eroberung von Mainz 1792 flüchtete die Familie nach Erfurt. Dort wuchs der Junge auf und besuchte das katholische Gymnasium. Er studierte in Erfurt und Aschaffenburg, die Priesterweihe erfolgte am 25. Juni 1816 in Würzburg durch Weihbischof Gregor von Zirkel. Würschmitt amtierte als Kaplan in Aschaffenburg, Gailbach, Haibach, Röllbach und Miltenberg, promovierte in Philosophie; 1821 wurde er auf Präsentation des Fürsten Karl Thomas zu Löwenstein-Wertheim-Rosenberg Pfarrer für die Herrschaft Breuberg mit Sitz in Neustadt im Odenwald, 1825 Pfarrer von Steinfeld. In Neustadt gab er 1822 das in Aschaffenburg verlegte „Christkatholische Gesang- und Gebetbuch zum allgemeinem Gebrauche bei dem öffentlichen Gottesdienste“ heraus.
1826 wechselte der Priester in die Diözese Speyer, deren Bischof Matthäus Georg von Chandelle aus Aschaffenburg stammte und wo Würschmitts Bruder 
Bruno Adolf bereits als Pfarrer von Neustadt an der Haardt, später als Domkapitular wirkte. Am 3. März 1826 trat er in die Diözese Speyer über, wurde Pfarrer von Grevenhausen (heute Lambrecht), am 29. November 1828 Stadtpfarrer in Grünstadt/Weinstraße und 1832 von Schwanheim. Am 9. April 1836 erfolgte die Versetzung in den Ruhestand (Quieszierung). Anschließend lebte der Geistliche als Ruheständler in Bad Bergzabern, wo er 1853 verstarb.
Würschmitt war neben seinem Priesterberuf auch als Bildhauer und Kunstmaler tätig. Er fertigte neben Gemälden und Altären sehr viele Bildhauerarbeiten, zumeist qualitätsvolle Grabsteine; wovon heute noch viele erhalten sind, u. a. zwei Stück für Pfarrer Gabriel Hagspiel und Bürgermeister Wilhelm Bordollo im Peterspark Grünstadt. In der katholischen Kirche von Lambrecht stammen das Hochaltargemälde „Kreuzigung Christi“, das Ölgemälde „Maria Immaculata“ und ein außergewöhnlicher Kanzel-Beichtstuhl von seiner Hand. Ebenso hat sich in der St.-Konrads-Kirche Esthal ein klassizistischer Hochaltar von Bernhard Würschmitt erhalten.
Am 14. Juni 1829 empfing er in Grünstadt, vor der katholischen Pfarrkirche, König Ludwig I. von Bayern und feierte einen Fest-Gottesdienst in seiner Anwesenheit. Würschmitt war ein Wohltäter der Armen, hatte jedoch wegen seiner oftmals aufbrausenden Art permanent Schwierigkeiten mit seinen Pfarrkindern. Walter Lampert schreibt dazu in seinem Buch „1100 Jahre Grünstadt“ (1975): „Eine impulsive Natur, die mit Heftigkeit alles bekämpfte, was seinen Gefühlen widerstrebte. Für die Armen gab er seinen Rock und sein Hemd her und ging ihnen mit Rat und Tat zur Hand.“ Bernhard Würschmitt neigte auch zu derben Späßen. In Grünstadt ist überliefert, die Schneider hätten bei ihm ein gemaltes Zunftschild für ihr Versammlungslokal bestellt, das er mit dem Symbol eines Ziegenbockes schmückte. Als diese sich darüber beschwerten und eine andere Bemalung verlangten, tat er dies mit wasserlöslicher Farbe. Das Schild wurde erneut  aufgehängt, die nächsten Regengüsse wuschen jedoch die Übermalung ab und es erschien zur allgemeinen Erheiterung bzw. als Ursache von neuen Streitigkeiten wieder der Bock.
Nach seiner zwangsweisen Ruhestandsversetzung lebte er nur noch für die Kunst, starb als gläubiger Katholik und ohne seinen priesterlichen Pflichten untreu geworden zu sein. Seinem Bruder, Professor Bruno Würschmitt, Domkapitular in Speyer, Naturkundler und Mitbegründer der Pfälzer Pollichia fertigte er einen außergewöhnlichen Grabstein mit Tier- und Pflanzendarstellungen, auf dem Speyerer Domkapitelsfriedhof. Für den Friedhof in Hagenbach schuf er eine imposante Kreuzigungsgruppe, auf das von ihm gefertigten Friedhofskreuz in Erlenbach setzte er 1838 die autobiographische Inschrift: „Haec Icon divi Christi salvatoris miseri manu sacerdotis sculpta“ (= „Dieses Bild Christi, des göttlichen Erlösers, ist durch die Hand eines unglücklichen Priesters ausgemeißelt worden“). Eine Schwester Würschmitts war Äbtissin.
1842 fertigte Bernhard Würschmitt ein 4,50 m hohes Grabmal für den Bergzaberer Forscher und Weltreisenden Johann Heinrich Christoph Bürger (1775–1842), genannt die „Würschmitt-Pyramide“. Sie wurde 2016 aufwändig restauriert, da sie zu den besten Bildhauerarbeiten der Stadt zählt. Auf ihr sind u. a. durch verschiedenartige Köpfe die Erdteile symbolisiert.
Im Juni 1849 wurde Würschmitt von pfälzischen Freischärlern gefangen genommen und misshandelt. 1851 prägte er als Zeuge vor dem Spezialgericht, hinsichtlich der einstigen Revolutionäre, das in die pfälzische Geschichtsschreibung eingegangene Wort:

„Die da rot waren wie Ochsenblut, sind heute blau (für den König) wie die Kornblume die auf dem Felde blüht.“

## Posthumer Einfluss und Nachruhm
Der von König Ludwig II. hochgeschätzte Münchner Künstler Konrad Knoll stammte aus Bad Bergzabern und war ein Schüler Bernhard Würschmitts, ebenso wie der Mannheimer Bildhauer Wilhelm Hornberger, der in Meißenheim Baden das Grabmal für Goethes Geliebte Friederike Brion schuf. Nicht zuletzt war auch Würschmitts Schüler Friedrich Sanwald aus Bad Bergzabern stark von ihm beeinflusst.
Über Bernhard Würschmitt publizierte Otto Abel, Landau, 1938, das Buch Dr. Bernhard Gottfried Josef Würschmitt, katholischer Pfarrer, ein Bildhauer in der Pfalz. Es umfasst eine Bestandsaufnahme aller damals noch vorhandenen Künstlerarbeiten des Priesters.

## Galerie

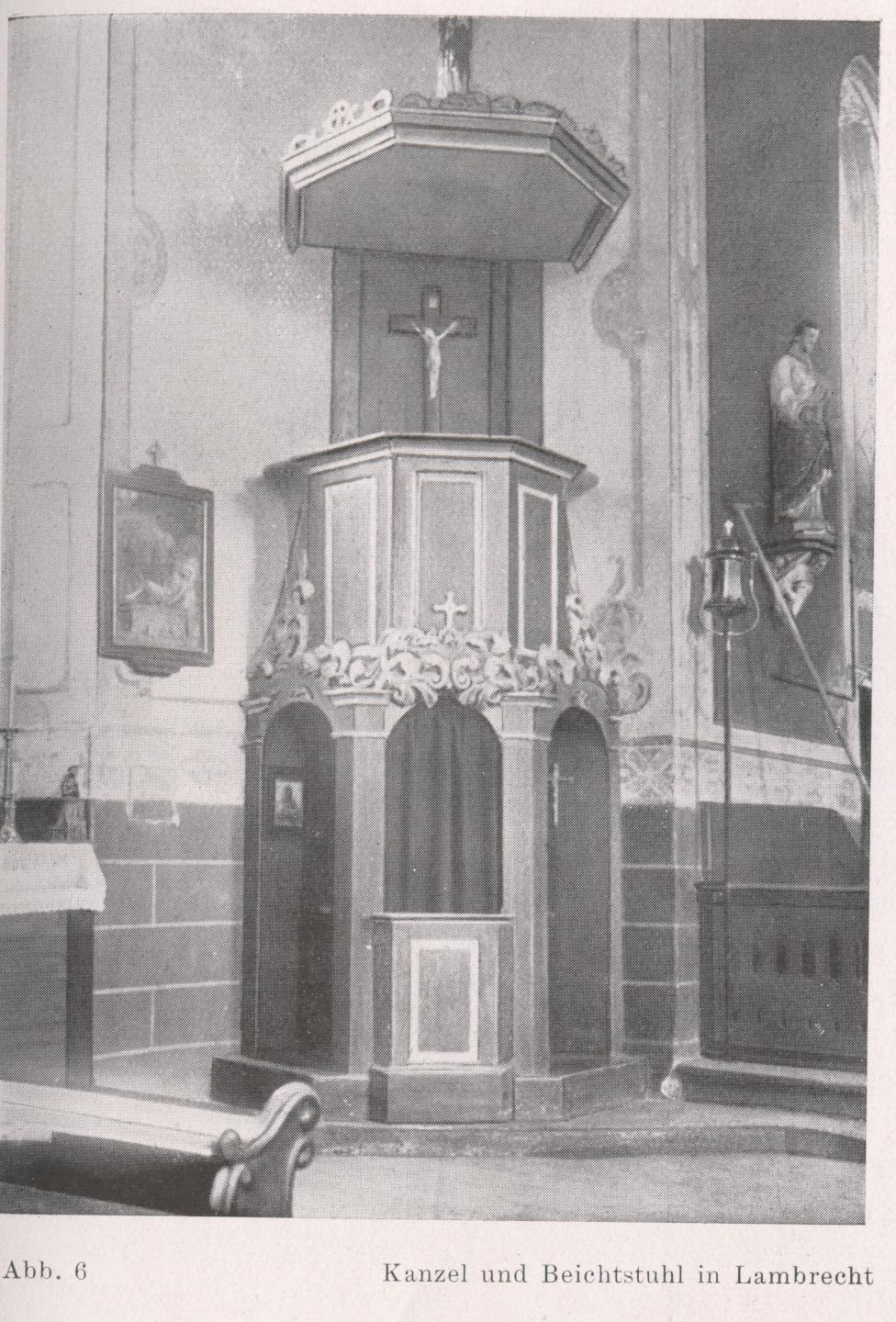
Kanzelbeichtstuhl, Kath. Kirche in Lambrecht
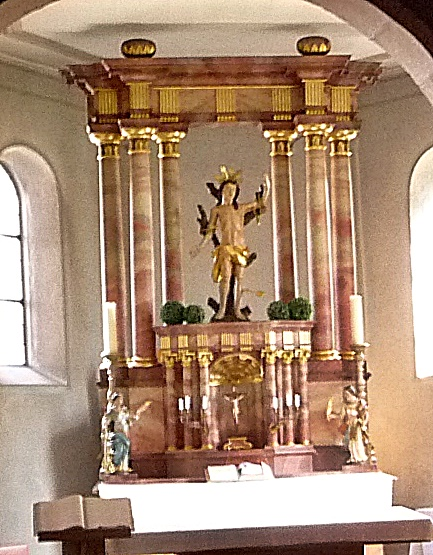
Altar Bruder-Konrad-Kirche Esthal
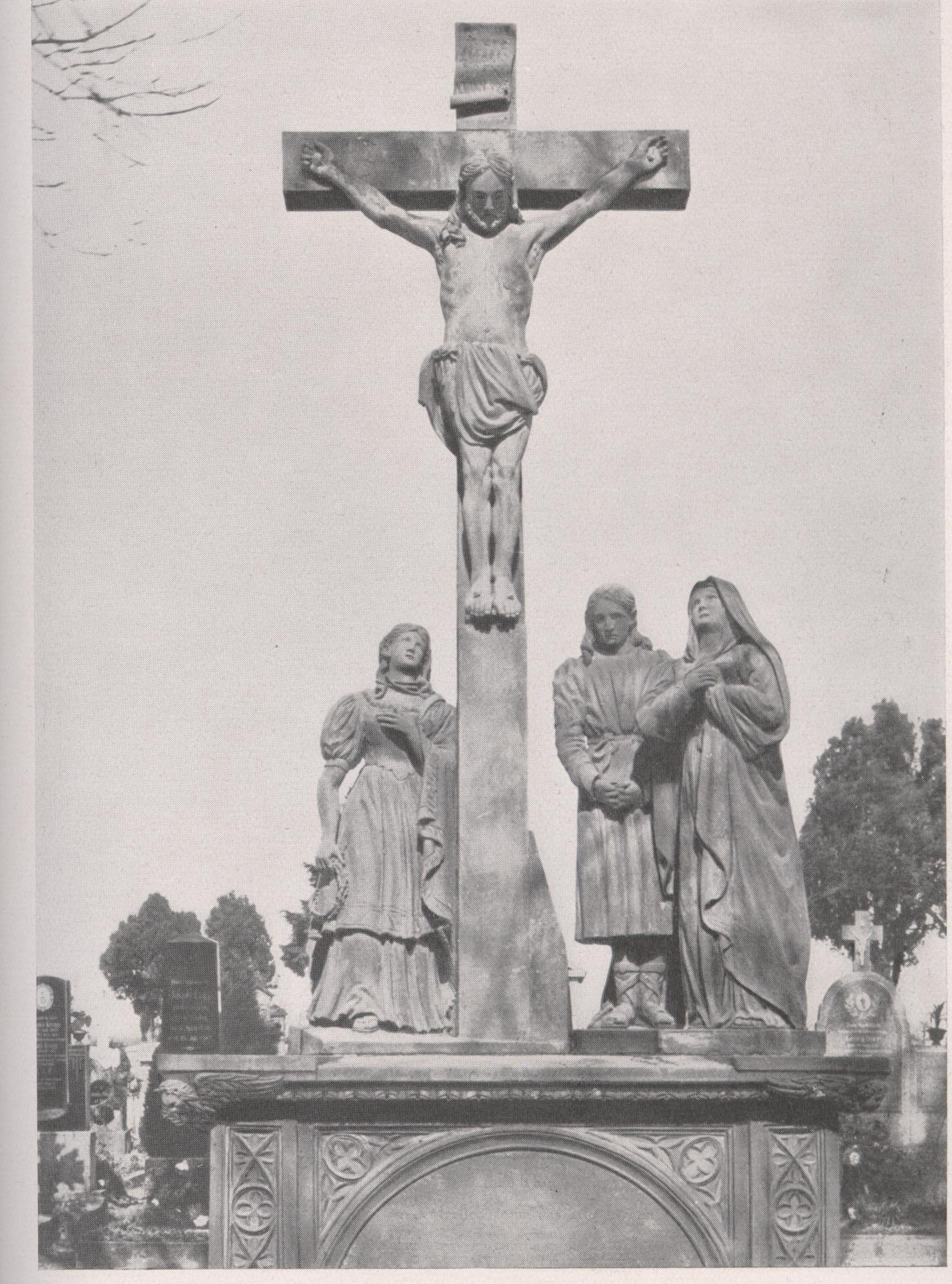
Kreuzigungsgruppe in Hagenbach
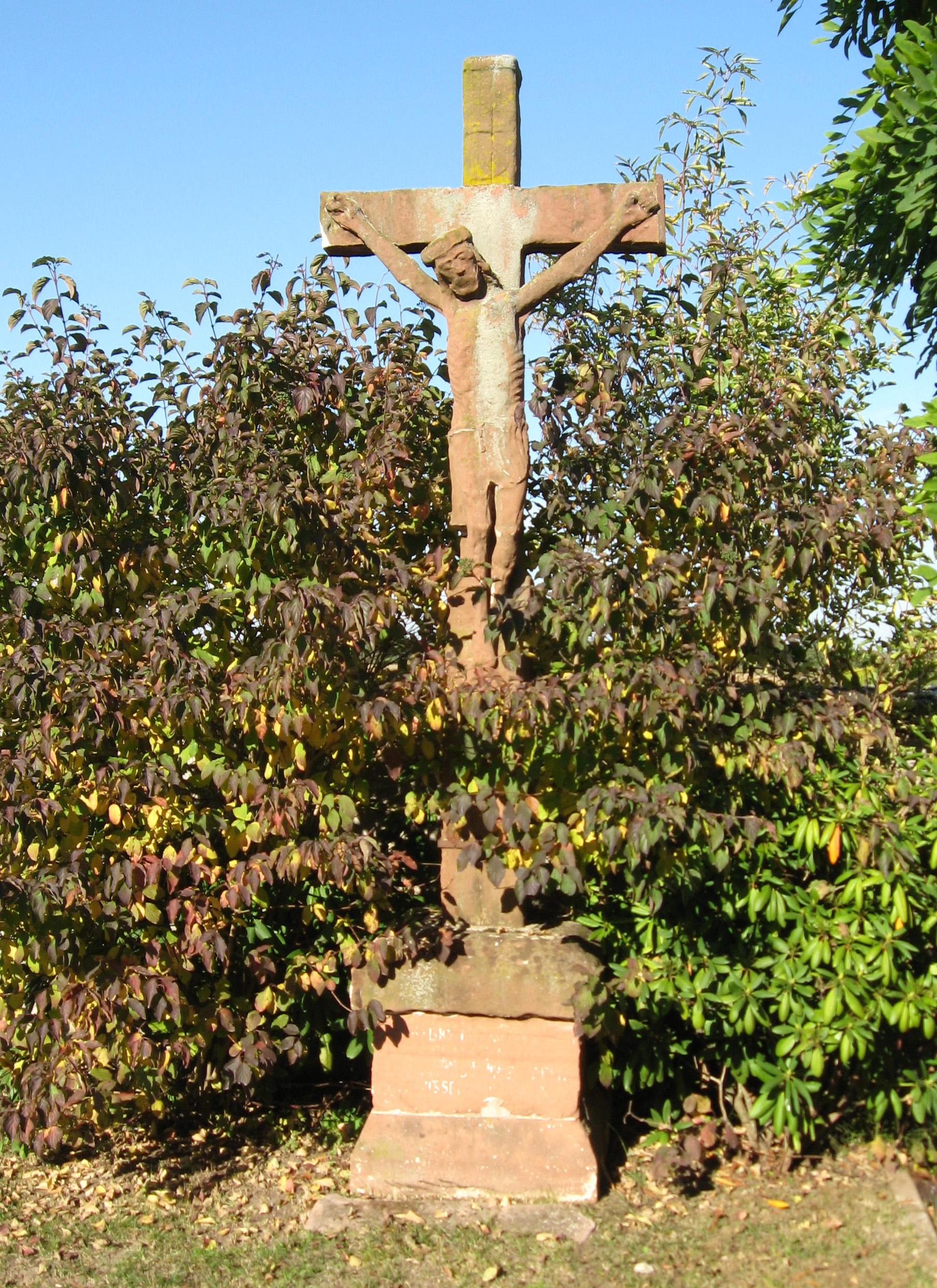
Friedhofskreuz Erlenbach
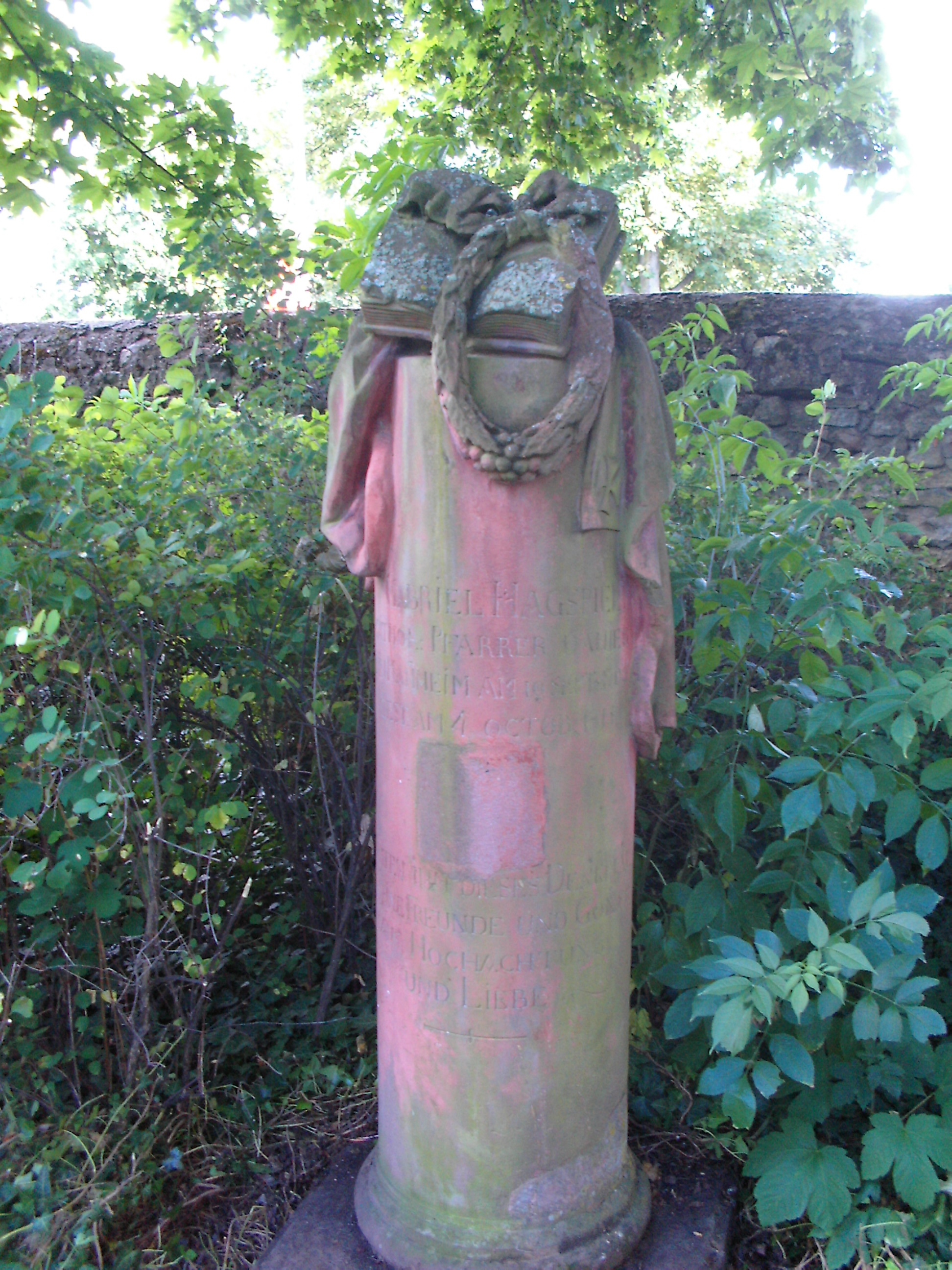
Grabstein für Pf. Gabriel Hagspiel, Peterspark, Grünstadt
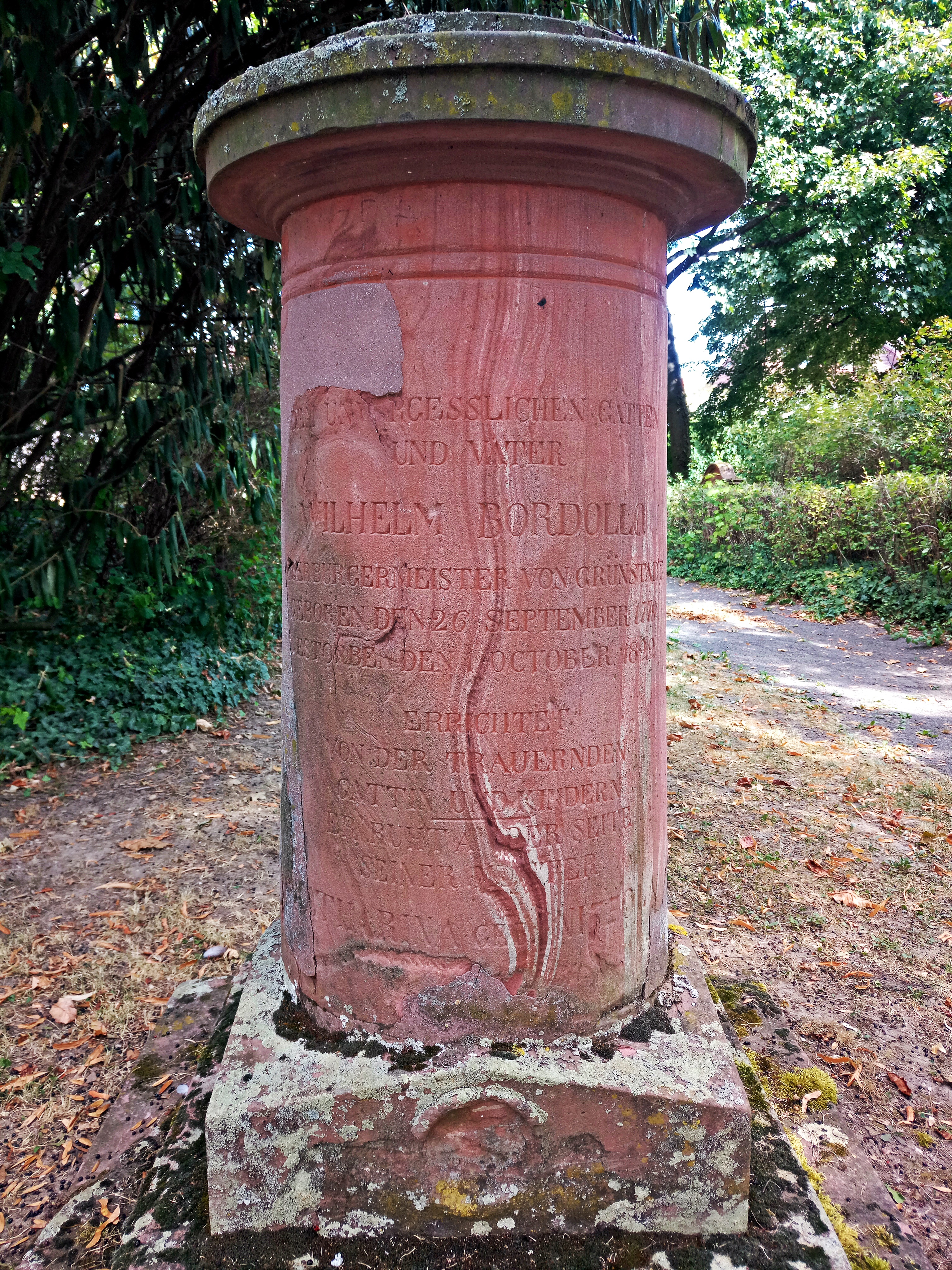
Grabstein Wilhelm Bordollo, Peterspark Grünstadt
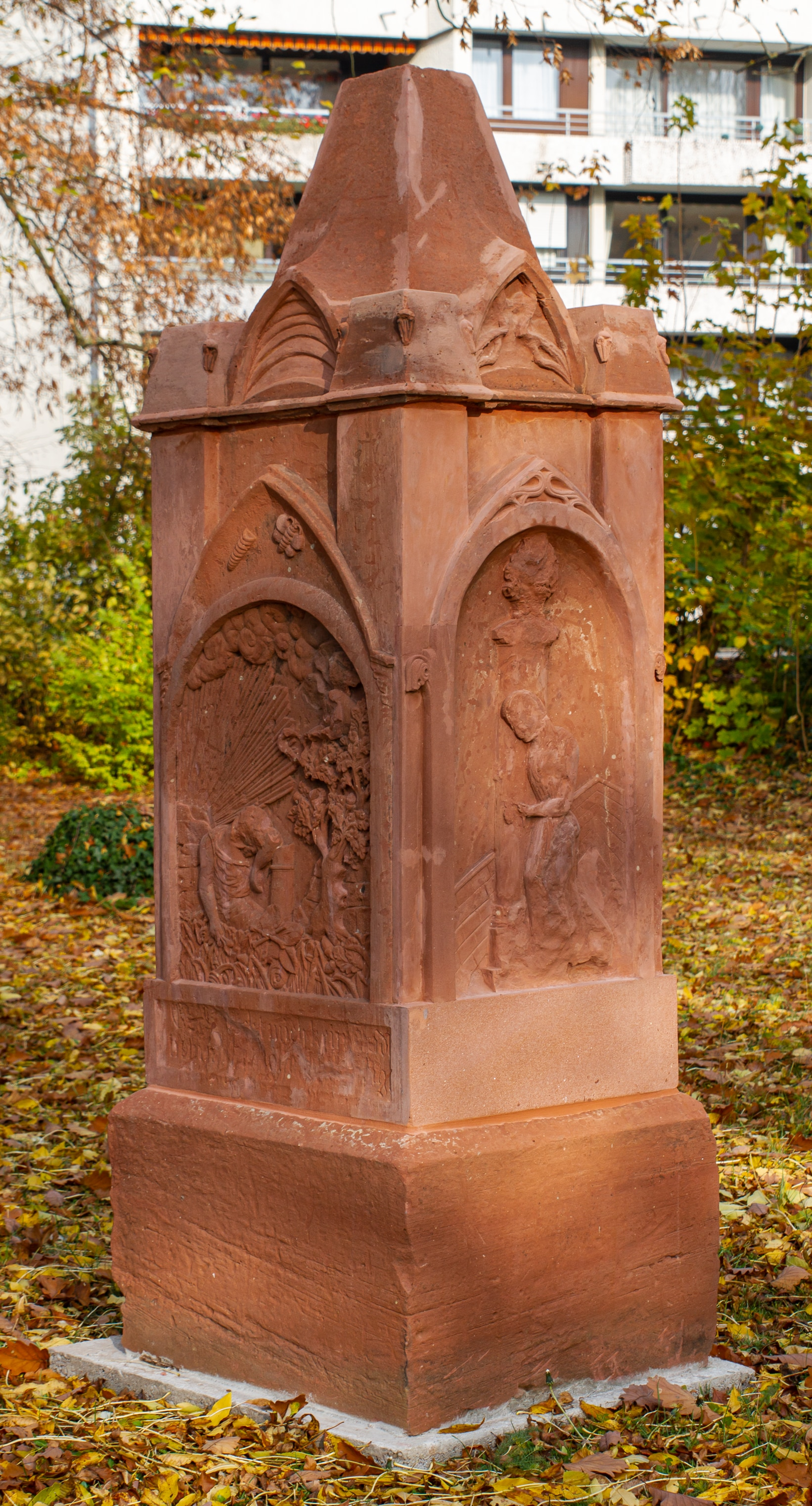
Bad Bergzabern, Alter Friedhof, Grabstein des Andreas Raab († 1841)

| Personendaten    | Personendaten                                          |
| ---------------- | ------------------------------------------------------ |
| NAME             | Würschmitt, Bernhard                                   |
| ALTERNATIVNAMEN  | Würschmitt, Bernhard Gottfried Josef (wirklicher Name) |
| KURZBESCHREIBUNG | katholischer Priester und Bildhauer                    |
| GEBURTSDATUM     | 21. November 1788                                      |
| GEBURTSORT       | Mainz                                                  |
| STERBEDATUM      | 18. Juni 1853                                          |
| STERBEORT        | Bergzabern                                             |